# 미루츠 이프테르
미루츠 이프테르(암하라어: ምሩፅ ይፍጠር, 1944년 5월 15일 ~ 2016년 12월 22일)는 에티오피아의 장거리 육상 선수로 1980년 모스크바 올림픽 5000m-10,000m 이중 금메달리스트였다.
티그라이주 아디그라트에서 태어난 미루츠는 초기 생애에 여러 공장들과 차로 운전사로 일하였다. 공군에 입대하였을 때 장거리 육상 선수로서 자신의 재능이 눈에 띄었다.
1968년 하계 올림픽에 참가하는 데 국가대표팀에 선출되었으나, 4년 후 뮌헨 올림픽에 데뷔하였다. 거기서 10,000m 동메달을 땄으나, 5000m 결승전에 너무 늦게 도착하였다고 한다.
1973년 라고스에서 열린 올아프리카 경기에서 10,000m 1위와 5000m 2위를 하였다.
많은 아프리카 국가들이 1976년 몬트리올 올림픽에 불참하자, 4년 후 모스크바 올림픽에서 자신의 실망에 성공을 거두었다. 10,000m 결승전에서 300m 선두를 재빨리 달려 10m 차이로 우승하고, 5일 후에 5000m 결승전에서는 마지막 바퀴에서 곤란에 처해있었다. 그러나 300m가 남으면서 그의 동료 선수 모하메드 케디르가 옆으로 피하고 이프테르는 승리를 향해 속력을 냈다.
1980년대 초반에 지속적으로 달리면서, 1982년과 1983년 국제 아마추어 육상 연맹이 주최한 세계 크로스컨트리 선수권 대회에서 단체 종목을 우승하였다.
2016년 12월 22일 캐나다에서 향년 72세로 사망했다.